# Platycleis iljinskii
Platycleis iljinskii är en insektsart som beskrevs av Boris Petrovich Uvarov 1917. Platycleis iljinskii ingår i släktet Platycleis och familjen vårtbitare. Inga underarter finns listade i Catalogue of Life.